# Comté de Keokuk
Pour les articles homonymes, voir Keokuk (homonymie).
Le comté de Keokuk est un comté de l'État de l'Iowa, aux États-Unis.